# Collada del Colobor
La Collada del Colobor és un coll a 1.533,2 m. alt. situat en el límit dels termes municipals d'Àger, de la Noguera, i de Sant Esteve de la Sarga, del Pallars Jussà.
Està situada a la mateixa serralada del Montsec d'Ares, a llevant del cim de Sant Alís. Està situada al sud del Picó Bernat i del poble d'Alzina.